# Megalotheca nigrifrons
Megalotheca nigrifrons är en insektsart som beskrevs av Lucien Chopard 1952. Megalotheca nigrifrons ingår i släktet Megalotheca och familjen vårtbitare. Inga underarter finns listade i Catalogue of Life.